# Chorwacka Partia Chłopska
Chorwacka Partia Chłopska (chorw. Hrvatska seljačka stranka, HSS) – chorwacka partia polityczna o profilu konserwatywnym, agrarnym i chrześcijańsko-demokratycznym, później deklarująca się jako ugrupowanie liberalne.

## Historia
Chorwacka Partia Chłopska powstała 22 grudnia 1904. Założyli ją bracia Stjepan Radić i Antun Radić. HSS stała się organizacją optującą za rozwojem rolnictwa i redystrybucją ziemi między chłopów. Po utworzeniu Królestwa SHS pozostawała w opozycji wobec zdominowanego przez Serbów rządu centralnego. W 1928 lider partii Stjepan Radić został zamordowany w zamachu, a samo ugrupowanie traciło wpływy w okresie rosnącej dyktatury; nowym przywódcą partii został następnie Vladko Maček. Partia została zdelegalizowana w 1941, po zakończeniu II wojny światowej formalnie funkcjonowała na uchodźstwie.
W 1989 HSS została reaktywowana na terytorium Chorwacji. Od 1992 pozostaje reprezentowana w parlamencie krajowym, startując w wyborach parlamentarnych samodzielnie lub w koalicjach. W 1995 i 2000 startowała w koalicji m.in. z Istryjskim Zgromadzeniem Demokratycznym, a w 2007 z Chorwacką Partią Socjalliberalną. Od 2000 do 2003 partia współtworzyła dwa kolejne rządy, na czele których stał Ivica Račan. Ówczesny przywódca HSS, Zlatko Tomčić, stał w tym okresie na czele parlamentu, a w lutym 2000 przez kilkanaście dni pełnił z racji tej funkcji obowiązki prezydenta kraju. W 2008 Chorwacka Partia Chłopska ponownie weszła w skład koalicji rządzącej, wprowadzając swoich ministrów do gabinetu Iva Sanadera i następnie do rządu Jadranki Kosor.
W 2014 wiceprzewodnicząca HSS Marijana Petir z listy koalicyjnej powstałej wokół Chorwackiej Wspólnoty Demokratycznej uzyskała mandat posłanki do Parlamentu Europejskiego VIII kadencji. Chorwacka Partia Chłopska pozostała następnie w ramach centroprawicowej Koalicji Patriotycznej, jednak w 2016 nawiązała współpracę z Socjaldemokratyczną Partią Chorwacji. Współpraca wyborcza z lewicą pozwoliła na zwiększenie reprezentacji parlamentarnej HSS, jednocześnie doprowadziła do konfliktów w partii (z partii odszedł m.in. były przewodniczący Branko Hrg). Porozumienie z socjaldemokratami odnowiono również na potrzeby wyborów w 2020 i 2024.

## Wyniki wyborcze
Wyniki do Zgromadzenia Chorwackiego:
- 1992: 4,3% głosów i 3 mandaty
- 1995: 18,3% głosów i 18 mandatów (koalicja, 10 mandatów dla HSS)
- 2000: 15,6% głosów i 24 mandaty (koalicja, 16 mandatów dla HSS, 1 mandat w okręgu mniejszości narodowych)
- 2003: 7,9% głosów i 9 mandatów
- 2007: 6,4% głosów i 8 mandatów (koalicja, 6 mandatów dla HSS)
- 2011: 3,0% głosów i 1 mandat
- 2015: 33,4% głosów i 59 mandatów (koalicja, 1 mandat dla HSS)
- 2016: 33,5% głosów i 54 mandaty (koalicja, 5 mandatów dla HSS)
- 2020: 24,9% głosów i 41 mandatów (koalicja, 2 mandaty dla HSS)[13][9]
- 2024: 25,4% głosów i 42 mandaty (koalicja, 1 mandat dla HSS)[10]

## Przewodniczący
- 1904–1928: Stjepan Radić
- 1928–1964: Vladko Maček
- 1964–1988: Juraj Krnjević
- 1991–1994: Drago Stipac
- 1994–2005: Zlatko Tomčić
- 2005–2012: Josip Friščić
- 2012–2016: Branko Hrg
- od 2016: Krešo Beljak